# Mallorca-Marathon
Der Mallorca-Marathon (offiziell Palma de Mallorca Marathon) ist ein Marathon, Halbmarathon und 10-km-Lauf, der seit 2004 jedes Jahr am 3. Sonntag im Oktober in Palma de Mallorca stattfindet.

## Organisation
Der Palma de Mallorca Marathon wurde 2015 ins Leben gerufen, um einen bereits etablierten internationalen Marathon der Stadt Palma weiterzuführen. Dieser war während seiner elf Auflagen unter dem Namen TUI Marathon international bekannt geworden (2003–2014).
Seit 2015 sind Kumulus und das Städtische Institut für Sport (IME) des Rathauses von Palma de Mallorca die offiziellen Veranstalter des PMM. Der Mallorca-Marathon wurde bis Ende 2014 von der eichels: Event GmbH organisiert, die auch den Hannover-Marathon betreut, unter dem Namen TUI Marathon Palma de Mallorca nach dem Veranstalter TUI ESPAÑA Turismo S.A.
Zum Programm gehören ein Marathon, Halbmarathon und ein 10-km-Lauf. Der Palma de Mallorca Marathon ist sehr international und hatte 2015 45 teilnehmende Nationalitäten. Der größte Teil der Teilnehmer sind Touristen, von denen wiederum die aus dem deutschsprachigen Raum die Mehrheit bilden. Aber auch viele Läufer aus insgesamt Großbritannien, Irland, Schweden, Dänemark, Norwegen, Finnland, den Niederlanden, Belgien, Österreich und der Schweiz gehen jedes Jahr an den Start.
Der Start ist auf dem Passeig de Sagrera. Zunächst geht es 3,5 Kilometer am Hafen entlang in Richtung Süden auf dem Passeig Marítimo, dann wieder zurück zum Ausgangspunkt und hinein in die Altstadt mit der Kathedrale La Seu, die bei km 15 passiert wird. Bei km 20 teilen sich die Strecken. Die Halbmarathonläufer laufen direkt zum Ziel auf dem Passeig de Sagrera, während die Marathonläufer sich zunächst noch auf eine Schleife entlang der Platja de Palma begeben, deren östlichster Punkt sich bei S’Arenal befindet.
2005 wurde der blinde Paralympics-Goldmedaillengewinner und Weltrekordhalter Henry Wanyoike vom deutschen Läufer Hannes Schmidt ins Ziel geleitet, nachdem sein Führer kurz vor dem Ziel den Lauf wegen Seitenstechen hatte abbrechen müssen.
Gemeinsam belegten Wanyoike und Schmidt im Halbmarathon Platz drei und vier. Beim selben Lauf gab der „König von Mallorca“ Jürgen Drews sein Marathon-Debüt. In 5:09:54 h belegte er Platz 15 unter 20 Teilnehmern der Altersklasse M60. 2007 taten es ihm Tim Bergmann (3:30:53) und 2008 Milka Loff Fernandes (4:56:25) nach.
2014 gingen 11.294 Teilnehmer über die verschiedenen Distanzen an den Start.
2022 wurden sowohl bei den Frauen wie auch bei den Männern neue Streckenrekorde aufgestellt.
2023 waren rund 7000 Athleten am Start, nachdem der Start wegen starker Regenfälle und überschwemmter Straßen um eine Stunde hatte verschoben werden müssen.

## Statistik

### Siegerlisten

#### Marathon
| Datum         | Männer                 | Nation                 | Zeit    | Frauen                        | Nation                 | Zeit    |
| ------------- | ---------------------- | ---------------------- | ------- | ----------------------------- | ---------------------- | ------- |
| 20. Okt. 2024 | Aziz Boutoiz           | Marokko                | 2:28:23 | Annika Uckel                  | Deutschland            | 2:56:47 |
| 15. Okt. 2023 | Antoni Gran            | Spanien                | 2:33:18 | Shannon Barton                | Vereinigtes Königreich | 3:00:00 |
| 9. Okt. 2022  | Azis Boutoil           | Marokko                | 2:27:14 | Julia Davis                   | Vereinigtes Königreich | 2:42:52 |
| 13. Okt. 2019 | Nikki Johnstone        | Schottland             | 2:28:50 | Silvia Felt                   | Deutschland            | 3:04:41 |
| 14. Okt. 2018 | Kasper Laumann Hartlev | Spanien                | 2:30:15 | Anna Wasik                    | Spanien                | 3:00:56 |
| 15. Okt. 2017 | Cristofol Castañer     | Spanien                | 2:31:19 | Rosaura Casado                | Spanien                | 2:57:12 |
| 16. Okt. 2016 | Richard Waldren        | Vereinigtes Königreich | 2:38:31 | Sabine Stadler                | Deutschland            | 3:07:48 |
| 18. Okt. 2015 | Manuel Wyss            | Schweiz                | 2:43:38 | Sebastiana Llabres            | Spanien                | 2:59:18 |
| 19. Okt. 2014 | Antoni Roldan Mercadal | Spanien                | 2:30:08 | Daniela Gilardi               | Italien                | 3:10:02 |
| 22. Okt. 2013 | Miguel Capó Soler -5-  | Spanien                | 2:35:16 | Sonja Oberem -3-              | Deutschland            | 3:03:46 |
| 21. Okt. 2012 | Miguel Capó Soler -4-  | Spanien                | 2:32:57 | Maria Ramis Esteva            | Spanien                | 2:59:17 |
| 16. Okt. 2011 | Mark Dalkins           | Vereinigtes Königreich | 2:34:17 | Sonja Oberem -2-              | Deutschland            | 2:51:53 |
| 17. Okt. 2010 | Miguel Capó Soler -3-  | Spanien                | 2:29:23 | Sonja Oberem                  | Deutschland            | 2:47:29 |
| 18. Okt. 2009 | Miguel Capó Soler -2-  | Spanien                | 2:30:58 | Jessica Purbrick              | Australien             | 3:05:27 |
| 19. Okt. 2008 | Miguel Capó Soler      | Spanien                | 2:28:28 | Svenja Gayk                   | Deutschland            | 3:04:05 |
| 21. Okt. 2007 | Marc Jörgens -2-       | Deutschland            | 2:31:23 | Birgit Schönherr-Hölscher -2- | Deutschland            | 2:54:40 |
| 22. Okt. 2006 | Marc Jörgens           | Deutschland            | 2:35:58 | Birgit Schönherr-Hölscher     | Deutschland            | 3:10:08 |
| 23. Okt. 2005 | Vicente Ogazon Mari    | Spanien                | 2:36:24 | Susanne Zettl                 | Deutschland            | 3:02:05 |
| 24. Okt. 2004 | Ricard Verge Berrar    | Spanien                | 2:42:21 | Melina Sagrera Gazeley        | Spanien                | 2:56:13 |

#### Halbmarathon
| Jahr | Männer                  | Nation                 | Zeit    | Frauen                 | Nation                 | Zeit    |
| ---- | ----------------------- | ---------------------- | ------- | ---------------------- | ---------------------- | ------- |
| 2023 | René Menzel             | Deutschland            | 1:09:28 | Caitlin Bradley        | Vereinigtes Königreich | 1:27:04 |
| 2022 | James McKenzie          | Vereinigtes Königreich | 1:13:02 | Louise Cartmell        | Vereinigtes Königreich | 1:23:20 |
| 2019 | Salvatore Gambino       | Dänemark               | 1:11:26 | Elisa Melilli          | Spanien                | 1:26:59 |
| 2018 | Julio del val González  | Spanien                | 1:11:32 | Sebastiana Llabres -2- | Spanien                | 1:23:08 |
| 2017 | Jürgen Wittman          | Deutschland            | 1:15:18 | Nela Küttnerovanela    | Tschechien             |         |
| 2016 | Robert Danson -2-       | Vereinigtes Königreich | 1:11:05 | Sebastiana Llabres     | Spanien                | 1:22:09 |
| 2015 | Robert Danson           | Vereinigtes Königreich | 1:12:23 | Emma Neil              | Vereinigtes Königreich | 1:26:30 |
| 2014 | Guillem Moreno Puiggros | Spanien                | 1:13:07 | Jessie Sanzo -2-       | Vereinigtes Königreich | 1:19:38 |
| 2013 | Michael Lang            | Deutschland            | 1:10:25 | Jessie Sanzo           | Vereinigtes Königreich | 1:22:04 |
| 2012 | Antoni Roldan Mercadal  | Spanien                | 1:10:52 | Christine Ramsauer     | Deutschland            | 1:26:31 |
| 2011 | Jonatan Gomez Espinosa  | Spanien                | 1:08:41 | Zoe West               | Vereinigtes Königreich | 1:26:03 |
| 2010 | Bruno Heuberger         | Schweiz                | 1:10:37 | Josefa Matheus         | Deutschland            | 1:22:05 |
| 2009 | Martín Fiz              | Spanien                | 1:11:44 | Bianca Meyer           | Deutschland            | 1:23:43 |
| 2008 | Błażej Brzeziński       | Polen                  | 1:09:39 | Tracey Morris          | Vereinigtes Königreich | 1:18:00 |
| 2007 | Jaume Aragones Perales  | Spanien                | 1:10:54 | Kathrin Knodel         | Deutschland            | 1:23:50 |
| 2006 | Guillem Bosch Bosch     | Spanien                | 1:11:29 | Jessica Gunnarson      | Norwegen               | 1:20:42 |
| 2005 | Gerardo Radó Bosch      | Spanien                | 1:13:23 | Lynette Porter         | Vereinigtes Königreich | 1:28:24 |
| 2004 | Markus Pingpank         | Deutschland            | 1:12:24 | Maria Ramis Esteva     | Spanien                | 1:28:44 |

#### 10 km
| Jahr          | Männer                       | Nation                 | Zeit  | Frauen                  | Nation                 | Zeit  |
| ------------- | ---------------------------- | ---------------------- | ----- | ----------------------- | ---------------------- | ----- |
| 2023 (9 km)   | Krzystof Symanowski          | Polen                  | 29:18 | Kirsten Pettersson      | Dänemark               | 34:00 |
| 2022 (9,5 km) | Yannick Reihs                | Deutschland            | 28:29 | Sofia Luna              | Argentinien            | 34:07 |
| 2019          | Fresnillo Nunez              | Spanien                | 32:36 | Cristina Polanco Cantón | Spanien                | 36:33 |
| 2018          | Antoni Gran Sanchez          | Spanien                | 33:40 | Jenny Martensson        | Spanien                | 38:56 |
| 2015          | Hugo Rodriguez               | Spanien                | 34:14 | Isabel Macías           | Spanien                | 39:18 |
| 2014          | Tom Carson                   | Vereinigtes Königreich | 33:31 | Lyndsay Morrison        | Vereinigtes Königreich | 37:43 |
| 2012          | Tomeu Rigo Mas               | Spanien                | 32:11 | Petra Pircher           | Italien                | 39:16 |
| 2011          | Guillem Duran Galletero      | Spanien                | 31:53 | Anne Kopatschek         | Deutschland            | 38:54 |
| 2010          | John Morrissey               | Vereinigtes Königreich | 32:27 | Anne Haug -2-           | Deutschland            | 35:55 |
| 2009          | Javier Arnelas Rainero       | Spanien                | 33:59 | Anne Haug               | Deutschland            | 37:33 |
| 2008          | Víctor Eloy Álvarez Bautista | Spanien                | 31:51 | Christin Liedtke -2-    | Deutschland            | 39:28 |
| 2007          | Toni Bernadó Planas          | Spanien                | 32:12 | Christin Liedtke        | Deutschland            | 39:17 |
| 2006          | Antonio Lupiañez Arraez      | Spanien                | 34:19 | Hanne Bolstad           | Norwegen               | 39:24 |

### Entwicklung der Finisherzahlen
Anzahl der Läufer, die das Ziel erreichten

Hervorhebungen: Rekordzahlen
| Jahr | Marathon | davon Frauen | Halbmarathon | davon Frauen | 10 km | davon Frauen |
| ---- | -------- | ------------ | ------------ | ------------ | ----- | ------------ |
| 2012 | 1194     | 205          | 3107         | 941          | 2015  | 891          |
| 2011 | 1197     | 220          | 3039         | 863          | 1726  | 754          |
| 2010 | 1204     | 238          | 2592         | 798          | 1516  | 641          |
| 2009 | 1107     | 199          | 2525         | 719          | 1113  | 494          |
| 2008 | 0954     | 133          | 2162         | 604          | 0940  | 408          |
| 2007 | 1000     | 166          | 2045         | 601          | 0779  | 333          |
| 2006 | 0925     | 148          | 1575         | 484          | 0289  | 127          |
| 2005 | 0879     | 155          | 1285         | 385          | ---   |              |
| 2004 | 1025     | 173          | 0672         | 159          | ---   |              |